# Liga das Nações da UEFA de 2024–25 - Playoff de rebaixamento
Os play-offs de promoção/rebaixamento da Liga das Nações da UEFA de 2024–25 serão os play-offs de promoção e rebaixamento da temporada de 2024–25 da Liga das Nações da UEFA , a quarta temporada da competição internacional de futebol envolvendo as seleções nacionais masculinas das associações-membro da UEFA . Os play-offs, recém-adicionados para esta temporada, determinarão algumas das equipes que serão promovidas, rebaixadas ou permanecerão em suas respectivas ligas para a temporada de 2026–27 .

## Formatar
Em 25 de janeiro de 2023, o Comitê Executivo da UEFA confirmou um formato alterado para a Liga das Nações de 2024–25, incluindo a adição dos play-offs de promoção/rebaixamento. Além da promoção e rebaixamento automáticos decididos pela fase da liga, os play-offs de promoção/rebaixamento determinarão a composição final das ligas para a Liga das Nações da UEFA de 2026–27 . As partidas serão disputadas em casa e fora em duas mãos . Se o time da liga superior for o vencedor, ambos os times permanecerão em suas respectivas ligas, enquanto se o time da liga inferior vencer, eles serão promovidos para a liga superior, com os perdedores rebaixados para a liga inferior.
Os confrontos nos play-offs de promoção/rebaixamento são os seguintes:
- Os terceiros colocados da Liga A enfrentarão os segundos colocados da Liga B (quatro empates em março de 2025).
- Os terceiros colocados da Liga B enfrentarão os segundos colocados da Liga A (quatro empates em março de 2025).
- Os dois melhores quartos colocados da Liga C enfrentarão os segundos colocados da Liga D (dois empates em março de 2026).
  - Se qualquer uma das equipes programadas para participar dos play-offs da Liga C/D se classificar para a segunda rodada (play-offs) das eliminatórias da Copa do Mundo FIFA de 2026 em março de 2026, os play-offs da Liga C/D não serão disputados, e todas as equipes permanecerão em suas respectivas ligas.

As equipes das ligas mais altas serão classificadas e jogarão a segunda partida em casa. Nos jogos de duas mãos, a equipe que marcar mais gols no total é a vencedora. Se o placar agregado estiver empatado, a prorrogação é jogada (a regra dos gols fora de casa não é aplicada). Se o placar permanecer empatado após a prorrogação, uma disputa de pênaltis é usada para decidir o vencedor.

## Equipes qualificadas
As seguintes equipes se classificaram para os play-offs de promoção/rebaixamento.
| Group | Third place |
| ----- | ----------- |
| A1    | Escócia     |
| A2    | Bélgica     |
| A3    | Hungria     |
| A4    | Sérvia      |

| Group | Runners-up | Third place |
| ----- | ---------- | ----------- |
| B1    | Ucrânia    | Geórgia     |
| B2    | Grécia     | Irlanda     |
| B3    | Áustria    | Eslovênia   |
| B4    | Turquia    | Islândia    |

| Group | Runners-up | Fourth place (best two qualify) |
| ----- | ---------- | ------------------------------- |
| C1    | Eslováquia | —                               |
| C2    | Kosovo     | —                               |
| C3    | Bulgária   | Luxemburgo                      |
| C4    | Armênia    | Letónia                         |

| Group | Runners-up |
| ----- | ---------- |
| D1    | Gibraltar  |
| D2    | Malta      |

## Empate
O sorteio para os play-offs de promoção/rebaixamento foi realizado em 22 de novembro de 2024, 12:00 CET , na sede da UEFA em Nyon , Suíça, junto com o sorteio para as quartas de final e semifinais da Liga A.  No sorteio, os times das ligas superiores foram cabeças de chave e sorteados para sediar a segunda mão, enquanto os times das ligas inferiores não foram cabeças de chave e sorteados para sediar a primeira mão. Primeiro, todos os times do pote não cabeça de chave foram sorteados em pares em ordem (do par 1–4 para A/B e B/C, e par 1–2 para C/D), após o que os times do pote cabeça de chave foram sorteados aleatoriamente para os pares (em ordem numérica) como seus oponentes.
Não foram aplicadas condições sobre confrontos proibidos no sorteio.

## Liga A vs Liga B
Os play-offs da Liga A/B contarão com os quatro terceiros colocados da Liga A contra os quatro segundos colocados da Liga B.
| Chave | Equipe 1 | Total | Equipe 2 | Ida | Volta |
| ----- | -------- | ----- | -------- | --- | ----- |
| S1    | Turquia  | 6–1   | Hungria  | 3–1 | 3–0   |
| S2    | Ucrânia  | 3–4   | Bélgica  | 3–1 | 0–3   |
| S3    | Áustria  | 1–3   | Sérvia   | 1–1 | 0–2   |
| S4    | Grécia   | 3–1   | Escócia  | 0–1 | 3–0   |

### Chave S1
| 20 março            | Turquia                                 | 3 – 1     | Hungria     | Rams Park, Istanbul                        |
| 18:00 (20:00 UTC+3) | Kökçü 9' · Aktürkoğlu 69' · Kahveci 73' | Relatório | Schäfer 25' | Público: 38 500 Árbitro: SVK Ivan Kružliak |

| 23 março | Hungria | 0 – 3     | Turquia                                          | Puskás Aréna, Budapest    |
| 18:00    |         | Relatório | Çalhanoğlu 37' (pen.) · Güler 39' · Bardakcı 90' | Árbitro: GER Felix Zwayer |

A Turquia venceu por 6–1 no total e foi promovida à Liga A, enquanto a Hungria foi rebaixada à Liga B.

### Chave S2
| 20 março | Ucrânia                                  | 3 – 1     | Bélgica    | Estadio Nueva Condomina, Murcia (Spain)    |
| 20:45    | Hutsulyak 66' · Vanat 73' · Zabarnyi 78' | Relatório | Lukaku 40' | Público: 8 767 Árbitro: SUI Sandro Schärer |

| 23 março | Bélgica                         | 3 – 0     | Ucrânia | Cegeka Arena, Genk                          |
| 20:45    | De Cuyper 70' · Lukaku 75', 86' | Relatório |         | Público: 19 446 Árbitro: GER Daniel Siebert |

A Bélgica venceu por 4 a 3 no total e, portanto, ambas as equipes permaneceram em suas respectivas ligas.

### Chave S3
| 20 março | Áustria         | 1 – 1     | Sérvia        | Ernst-Happel-Stadion, Vienna               |
| 20:45    | Gregoritsch 37' | Relatório | Samardžić 61' | Público: 46 400 Árbitro: POR João Pinheiro |

| 23 março | Sérvia                             | 2 – 0     | Áustria | Red Star Stadium, Belgrade               |
| 18:00    | N. Maksimović 56' · Vlahović 90+1' | Relatório |         | Árbitro: ESP José María Sánchez Martínez |

A Sérvia venceu por 3 a 1 no total e, portanto, ambas as equipes permaneceram em suas respectivas ligas.

### Chave S4
| 20 março            | Grécia | 0 – 1     | Escócia       | Karaiskakis Stadium, Piraeus                |
| 20:45 (21:45 UTC+2) |        | Relatório | McTominay 33' | Público: 31 483 Árbitro: GER Tobias Stieler |

| 23 março            | Escócia | 0 – 3     | Grécia                                        | Hampden Park, Glasgow     |
| 18:00 (17:00 UTC+0) |         | Relatório | Konstantelias 20' · Karetsas 42' · Tzolis 46' | Árbitro: ITA Davide Massa |

A Grécia venceu por 3 a 1 no total e foi promovida à Liga A, enquanto a Escócia foi rebaixada à Liga B.

## Liga B vs Liga C
Os play-offs da Liga B/C contarão com os quatro terceiros colocados da Liga B contra os quatro segundos colocados da Liga C.
| Chave | Equipe 1   | Total | Equipe 2  | Ida | Volta |
| ----- | ---------- | ----- | --------- | --- | ----- |
| S1    | Kosovo     | 5–2   | Islândia  | 2–1 | 3–1   |
| S2    | Bulgária   | 2–4   | Irlanda   | 1–2 | 1–2   |
| S3    | Armênia    | 1–9   | Geórgia   | 0–3 | 1–6   |
| S4    | Eslováquia | 0–1   | Eslovênia | 0–0 | 0–1   |

### Chave S1
| 20 março | Kosovo                      | 2 – 1     | Islândia      | Fadil Vokrri Stadium, Pristina                |
| 20:45    | Dellova 19' · Rexhbeçaj 58' | Relatório | Óskarsson 22' | Público: 12 857 Árbitro: NED Serdar Gözübüyük |

| 23 março            | Islândia     | 1 – 3     | Kosovo                 | Estadio Nueva Condomina, Murcia (Espanha) |
| 18:00 (17:00 UTC+0) | Óskarsson 2' | Relatório | Muriqi 35', 45+3', 79' | Árbitro: ESP Jesús Gil Manzano            |

O Kosovo venceu por 5–2 no total e foi promovido à Liga B, enquanto a Islândia foi rebaixada para a Liga C.

### Chave S2
| 20 março            | Bulgária     | 1 – 2     | Irlanda                | Stadion Hristo Botev, Plovdiv              |
| 20:45 (21:45 UTC+2) | M. Petkov 6' | Relatório | Azaz 21' · Doherty 42' | Público: 7 835 Árbitro: FRA Benoît Bastien |

| 23 março            | Irlanda                 | 2 – 1     | Bulgária  | Aviva Stadium, Dublin                         |
| 20:45 (19:45 UTC+0) | Ferguson 63' · Idah 84' | Relatório | Antov 30' | Público: 40 156 Árbitro: TUR Halil Umut Meler |

A Irlanda venceu por 4 a 2 no total e, portanto, ambas as equipes permaneceram em suas respectivas ligas.

### Chave S3
| 20 março            | Armênia | 0 – 3     | Geórgia                                 | Vazgen Sargsyan Republican Stadium, Yerevan |
| 18:00 (21:00 UTC+4) |         | Relatório | Kochorashvili 32' · Mikautadze 37', 59' | Público: 14 414 Árbitro: ROU Radu Petrescu  |

| 23 março            | Geórgia                                                                                         | 6 – 1     | Armênia      | Boris Paichadze Dinamo Arena, Tbilisi |
| 15:00 (18:00 UTC+4) | Haroyan 4' (o.g.) · Mikautadze 14', 35' · Chakvetadze 23' · Kiteishvili 27' · Kvaratskhelia 62' | Relatório | Sevikyan 48' | Árbitro: ENG Anthony Taylor           |

A Geórgia venceu por 9 a 1 no total e, portanto, ambos os times permaneceram em suas respectivas ligas.

### Chave S4
| 20 março | Eslováquia | 0 – 0     | Eslovênia | Tehelné pole, Bratislava                      |
| 20:45    |            | Relatório |           | Público: 12 545 Árbitro: ITA Maurizio Mariani |

| 23 março | Eslovênia        | 1 – 0     | Eslováquia | Stožice Stadium, Ljubljana |
| 20:45    | Gnezda Čerin 95' | Relatório |            | Árbitro: ROM István Kovács |

A Eslovênia venceu por 1 a 0 no total e, portanto, ambas as equipes permaneceram em suas respectivas ligas.

## Liga C vs Liga D
Os play-offs da Liga C/D contarão com os dois melhores times do quarto lugar da Liga C contra os dois segundos colocados da Liga D.
| Chave | Equipe 1  | Total | Equipe 2   | Ida       | Volta     |
| ----- | --------- | ----- | ---------- | --------- | --------- |
| S1    | Gibraltar | –     | Letónia    | 26 mar 26 | 31 mar 26 |
| S2    | Malta     | –     | Luxemburgo | 26 mar 26 | 31 mar 26 |

### Chave S1
| 26 março 2026 | Gibraltar | –         | Letónia |  |
| 18:00         |           | Relatório |         |  |

| 31 março 26         | Letónia | –         | Gibraltar | Skonto Stadium, Riga |
| 18:00 (19:00 UTC+3) |         | Relatório |           |                      |

### Chave S2
| 26 março 26 | Malta | –         | Luxemburgo | National Stadium, Ta' Qali |
| 18:00       |       | Relatório |            |                            |

| 31 março 26 | Luxemburgo | –         | Malta | Stade de Luxembourg, Luxembourg |
| 18:00       |            | Relatório |       |                                 |